# Cyrus Teed
Cyrus Reed Teed (18 de outubro de 1839 – 22 de dezembro de 1908, erroneamente conhecido como Cyrus Tweed) foi um alquimista norte-americano que se tornou um líder religioso e messias. Em 1869, por alegação de inspiração divina ele se autodenominou Koresh e propôs um novo grupo de ideias pseudocientíficas e religiosas que chamou de Koreshanidade, incluindo a teoria da Terra oca que definia que tanto o céu como a Terra estavam na face interna de uma esfera. Nos anos 1870 ele fundou a unidade de Koreshan em Nova Iorque, uma comuna baseada em seus ensinamentos que se mudou em 1894 para uma pequena cidade da Flórida chamada Estero. Depois de atingir 250 habitantes em 1903-1908, o grupo se dizimou depois de sua morte e desapareceu em 1961, deixando o Sítio Histórico do Estado Koreshan para trás.

## Biografia
Quando era um jovem físico Teed sempre foi interessado em experimentos inéditos, como em alquimia sempre envolvia perigosamente altos níveis de eletricidade. No outono de 1869, durante uma experiência ele sofreu uma forte descarga elétrica e desmaiou. Durante este período inconsciente Teed acreditou que ele foi visitado por um espírito divino que lhe disse que ele era o messias. Inspirado por este evento, após acordar Teed decidiu aplicar seu conhecimento científico para a “redenção da humanidade”. Ele imediatamente mudou seu primeiro nome para Koresh, que em hebreu é a tradução de Cyrus.
Ele criticou a ideia de que a Terra girava ao redor do Sol e criou sua própria ideia sobre o universo, conhecida como Cosmogonia celular. De acordo com esta teoria, os seres humanos viviam na parte interna do planeta, e não em sua superfície. A gravidade era inexistente, e as pessoas permaneciam no lugar devido a força centrífuga. O Sol era definido como uma bateria gigante e as estrelas apenas refletiam a luz solar.
As ideias de Teed, chamadas Koreshanidade foram compartilhadas com outras pessoas. A Koreshanidade pregava sobre cosmogonia celular, alquimia, reencarnação, imortalidade, celibato, comunismo e outras ideias radicais. Teed começou a pregar a Koreshanidade nos anos 1870 em Nova Iorque, formando a Unidade Koreshan, que depois mudou-se para Chicago. Seus seguidores formaram uma comuna em Chicago em 1888. Alguns dos seguidores também formaram uma comunidade que durou pouco tempo em São Francisco (1891-1892). Outros pequenos grupos existiam em diversas cidades.
Certo dia, Teed levou seus seguidores a uma pequena cidade da Flórida chamada Estero, a fim de fundar sua “Nova Jerusalém” em 1894. A época de ouro de sua comunidade foi de 1903-1908, quando existiam mais de 250 participantes. Eles construíram diversas casas, padaria, imprensa (que publicava seus jornais e outras publicações), “Colégio Mundial da Vida”, algumas lojas, usina elétrica (que abastecia toda a região) e diversas outras construções. A colônia era muito bela com plantas tropicais exóticas. Eles tentaram disputar as eleições para o governo local contra o partido democrático, mas nunca lograram êxito. Teed foi ferido com uma arma de fogo pelo senhor Marshal Sanchez, que resultou em diversas lesões que ele nunca se recuperou, morrendo dois anos depois em 1908. Após sua morte, seus seguidores começaram a se dispersar.
Em 1910, um furacão destruiu seu túmulo na região sul de Estero e jogou seu caixão no mar.
O último seguidor sobrevivente, Hedwig Michel, doou a colônia ao estado da Flórida em 1961. Ela é conhecida atualmente como Sítio Histórico do Estado Koreshan.
O filho de Teed, Douglas Arthur Teed, foi um pintor impressionista.